# Фабіо Пекк'я
Фабіо Пекк'я (італ. Fabio Pecchia; нар. 24 серпня 1973, Формія) — італійський футболіст, що грав на позиції півзахисника. По завершенні ігрової кар'єри — футбольний тренер.
Виступав, зокрема, за клуб «Наполі», а також олімпійську збірну Італії.
Чемпіон Італії. Володар Суперкубка Італії з футболу.

## Клубна кар'єра
Народився 24 серпня 1973 року в місті Формія. Вихованець футбольної школи клубу «Авелліно». Дорослу футбольну кар'єру розпочав 1991 року в основній команді того ж клубу, в якій провів два сезони, взявши участь у 33 матчах чемпіонату.
Своєю грою за цю команду привернув увагу представників тренерського штабу клубу «Наполі», до складу якого приєднався 1993 року. Відіграв за неаполітанську команду наступні чотири сезони своєї ігрової кар'єри. Більшість часу, проведеного у складі «Наполі», був основним гравцем команди.
Згодом з 1997 по 2008 рік грав у складі команд клубів «Ювентус», «Сампдорія», «Торіно», «Наполі», «Болонья», «Комо», «Сієна», «Асколі», «Фоджа» та «Фрозіноне». У складі Ювентуса 1998 року виборов титул чемпіона Італії.
Завершив професійну ігрову кар'єру у клубі «Фоджа», у складі якого вже виступав раніше. Прийшов до команди 2008 року, захищав її кольори до припинення виступів на професійному рівні у 2009 році.

## Виступи за збірні
Протягом 1993–1996 років залучався до складу молодіжної збірної Італії. На молодіжному рівні зіграв у 11 офіційних матчах.
У 1996 році захищав кольори олімпійської збірної Італії. У складі цієї команди провів 3 матчі. У складі збірної — учасник футбольного турніру на Олімпійських іграх 1996 року в Атланті.

## Кар'єра тренера
Розпочав тренерську кар'єру відразу ж по завершенні кар'єри гравця, 2009 року, увійшовши до тренерського штабу клубу «Фоджа».
В подальшому очолював команди клубів «Губбіо» та «Латина». 2013 року прийняв пропозицію іспанського спеціаліста Рафаеля Бенітеса увійти до очолюваного останнім тренерського штабу «Наполі». За два роки, у 2015, разом з Бенітесом перебрався до Іспанії, де працював з ним у тренерському штабі клубу «Реал Мадрид».
У червні 2016 року був призначений головним тренером друголігової на той час «Верони», яку за результатами першого ж сезону роботи вивів до Серії A. Утім, за результатами сезону 2017/18, проведеного в елітному дивізіоні, команда під керівництвом Пекк'ї посіла передостаннє місце у турнірній таблиці і знову понизилася у класі, після чого тренер її залишив.
Наприкінці 2018 року очолив японський «Авіспа Фукуока», в якому пропрацював лише півроку, здобувши лише 4 перемоги у 16 іграх місцевої першості.
Повернувшись на батьківщину, працював у тренерських штабах команд «Ювентус U23» та «Кремонезе», а влітку 2022 року був призначений головним тренером друголігової на той час «Парми».

## Титули і досягнення
- Чемпіон Італії (1):

«Ювентус»: 1997–98
- Володар Суперкубка Італії з футболу (1):

«Ювентус»: 1997
- Чемпіон Європи (U-21): 1996